# Laïty Kama
Laïty Kama (Dakar, 22 november 1939 - Arusha, 7 mei 2001) was een Senegalees magistraat. Hij begon zijn loopbaan als plaatsvervangend openbaar aanklager en maakte in 1979 zijn promotie naar het Hof van Cassatie. Vanaf 1995 was hij vier jaar lang de eerste rechter-president van het Rwanda-tribunaal in Tanzania.

## Levensloop
Kama studeerde aanvankelijk in Dakar en daarna aan de Universiteit van Parijs I waar hij in 1967 zijn licentiaat in de rechten behaalde. Vervolgens behaalde hij in 1969 een diploma in burgerlijk recht. Hiernaast studeerde hij ook aan de Parijse vestiging van de École nationale de la magistrature, de naam die de school eigenlijk een jaar later zou krijgen. Hier behaalde hij tegelijkertijd zijn diploma in de magistratuur.
In 1969 was hij in Diourbel plaatsvervangend openbaar aanklager en vanaf december dat jaar tot 1973 onderzoeksrechter. Vervolgens was hij van 1973 tot 1974 plaatsvervangend openbaar aanklager in Dakar en daarop tot 1979 openbaar aanklager in Thiès. In 1979 trad hij aan als eerste plaatsvervangend openbaar aanklager van het Hof van Cassatie tot hij in 1995 als senior advocaat-generaal afscheid nam van het hof, om aan te treden als rechter van het Rwanda-tribunaal in Arusha in Tanzania. Tegelijkertijd was hij tot 1999 de eerste president van het tribunaal.
Tijdens zijn loopbaan vertegenwoordigde hij zijn land tijdens tal van internationale vergaderingen en onderhandelingen. Zo was hij van 1983 tot 1990 lid van de delegatie bij de Mensenrechtencommissie van de Verenigde Naties in Genève en onderhandelde hij in de laatste sessies naar de totstandkoming van het verdrag tegen marteling en andere mensonterende lijfstraffen. Daarnaast vertegenwoordigde hij het Centrum voor de Mensenrechten van de VN in Genève en voor het Arabisch Genootschap voor de Mensenrechten. Verder onderhandelde hij tijdens de conventie over zeerecht in New York en in opdracht van het Agency for Cultural and Technical Cooperation. Hij bracht enkele publicaties voort.
Kama overleed in 2001 op 61-jarige leeftijd in Arusha.